# Bettens
Bettens é uma comuna da Suíça, situada no distrito de Gros-de-Vaud, no cantão de Vaud. Tem 3,74 km² de área e sua população em 2018 foi estimada em 590 habitantes.